# Золота Нива (Уаліхановський район)
Золота́ Ни́ва (каз. Золотая Нива) — село у складі Уаліхановського району Північноказахстанської області Казахстану. Входить до складу Карасуського сільського округу, раніше було його центром.
Населення — 47 осіб (2021; 155 у 2009, 420 у 1999, 742 у 1989).
Національний склад станом на 1989 рік:
- казахи — 46 %
- росіяни — 30 %.